# Minburn, Iowa
Minburn är en ort i Dallas County i delstaten Iowa, USA.